# 乙輪町
乙輪町（おとわちょう）は愛知県春日井市中南部にある町名。現行行政地名は乙輪町1丁目から乙輪町3丁目。

## 地理
- 南部を上条町、北部を鳥居松町、西部を八事町、東部を中央通と隣接している。

### 河川
- 地蔵川 ： 町の南部を東西に西流する。

## 世帯数と人口
2019年（平成31年）4月1日現在の世帯数と人口は以下の通りである。
| 丁目        | 世帯数  | 人口    |
| ----------- | ------- | ------- |
| 乙輪町1丁目 | 158世帯 | 271人   |
| 乙輪町2丁目 | 286世帯 | 613人   |
| 乙輪町3丁目 | 136世帯 | 321人   |
| 計          | 580世帯 | 1,205人 |

### 人口の変遷
国勢調査による人口の推移
| 1995年（平成7年）  | 1,137人 | [ 5 ] |  |
| 2000年（平成12年） | 1,097人 | [ 6 ] |  |
| 2005年（平成17年） | 1,312人 | [ 7 ] |  |
| 2010年（平成22年） | 1,263人 | [ 8 ] |  |
| 2015年（平成27年） | 1,192人 | [ 9 ] |  |

## 学区
市立小・中学校に通う場合、学区は以下の通りとなる。また、公立高等学校に通う場合の学区は以下の通りとなる。
|}
| 丁目        | 番・番地等      | 小学校               | 中学校               | 高等学校 |
| ----------- | --------------- | -------------------- | -------------------- | -------- |
| 乙輪町1丁目 | 1番地1          | 春日井市立八幡小学校 | 春日井市立東部中学校 | 尾張学区 |
| 乙輪町1丁目 | 1番地2～109番地 | 春日井市立篠木小学校 | 春日井市立東部中学校 | 尾張学区 |
| 乙輪町2丁目 | 全域            | 春日井市立篠木小学校 | 春日井市立東部中学校 | 尾張学区 |
| 乙輪町3丁目 | 全域            | 春日井市立篠木小学校 | 春日井市立東部中学校 | 尾張学区 |

## 交通

### 最寄り駅
- JR中央本線 春日井駅

### 道路
- 愛知県道75号春日井長久手線 ： 町の中部を東西に横切る。

## 施設
- 深野公園
- 乙輪公園

## その他

### 日本郵便
- 郵便番号 : 486-0832[3]（集配局：春日井郵便局[12]）。